# هاید پارک گیت

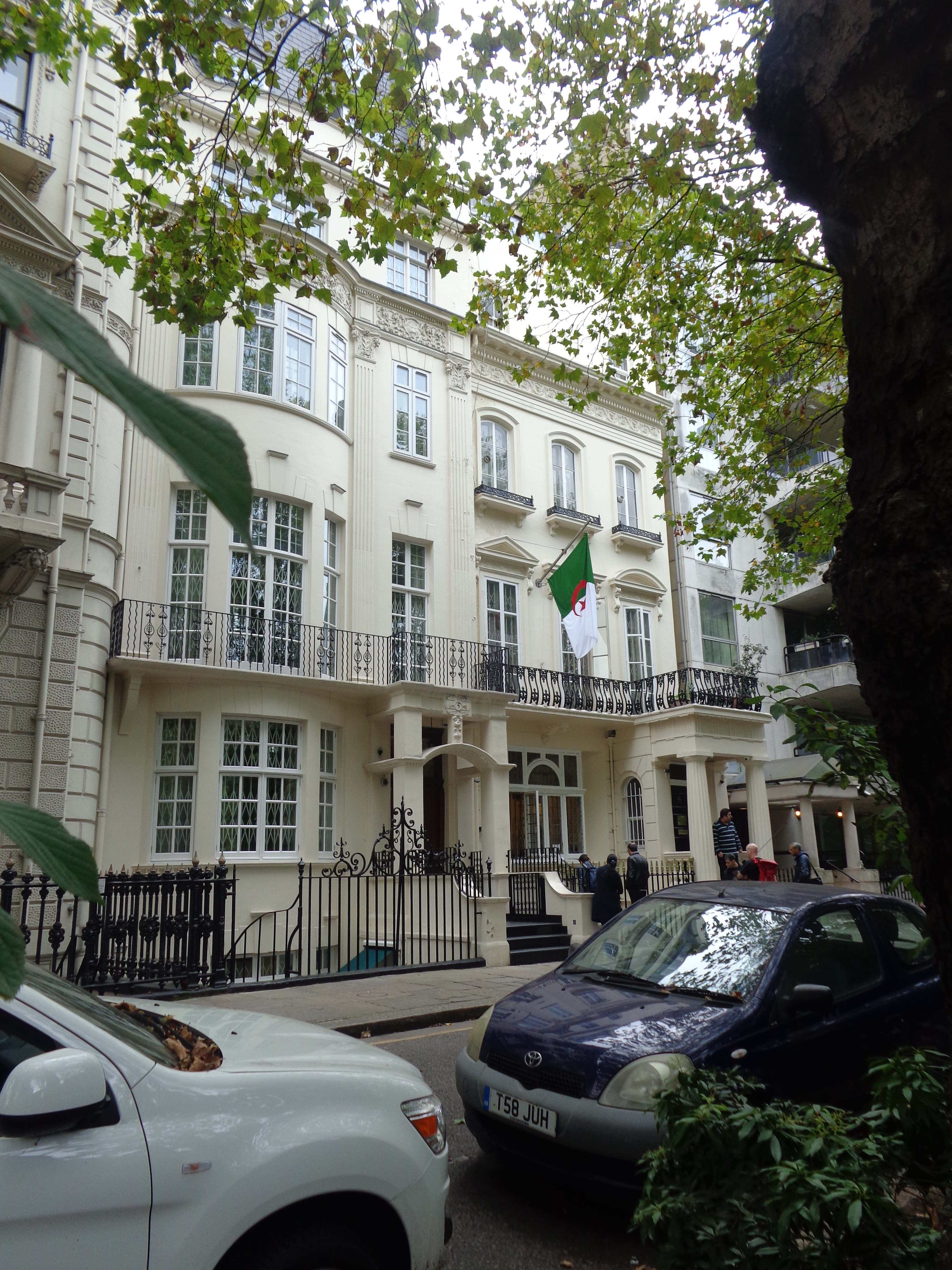
کنسولگری الجزایر، هاید پارک گیت، لندن، سپتامبر ۲۰۱۴

هاید پارک گیت خیابانی در لندن مرکزی، انگلستان در مرز جنوبی باغ‌های کنزینگتون است که از سمت جنوب، عمود بر جادهٔ کنزینگتون امتداد می‌یابند. سیستم شماره گذاری این خیابان نیز در سال ۱۸۸۴ تغییر کرد.
بیشترین شهرت هاید پارک گیت به دلیل وجود اقامتگاه سابق وینستون چرچیل است که در همان خانه نیز درگذشت.

## وضعیت
شماره ۶
- بخش کنسولی سفارت الجزایر[۲]

شماره ۹
- رابرت بی‌دن-پاول؛ ژنرال ارتش بریتانیا، نویسنده و بنیان‌گذار پیش‌آهنگی

شماره ۱۴
- مارگارت کندی؛ رمان‌نویس

شماره ۱۶
- سفارت استونی[۳]

شماره ۱۷
- ویکتوریا وودهال؛ اولین زنی که نامزد انتخابات ریاست جمهوری آمریکا شد

شماره ۱۸
- جیکوب اپستین، مجسمه‌ساز و نقاش بریتانیایی

شماره ۱۹
- آرتور استوکدیل کوپ؛ پرتره‌نگار بریتانیایی و از اعضای آکادمی سلطنتی هنر

شماره ۲۲

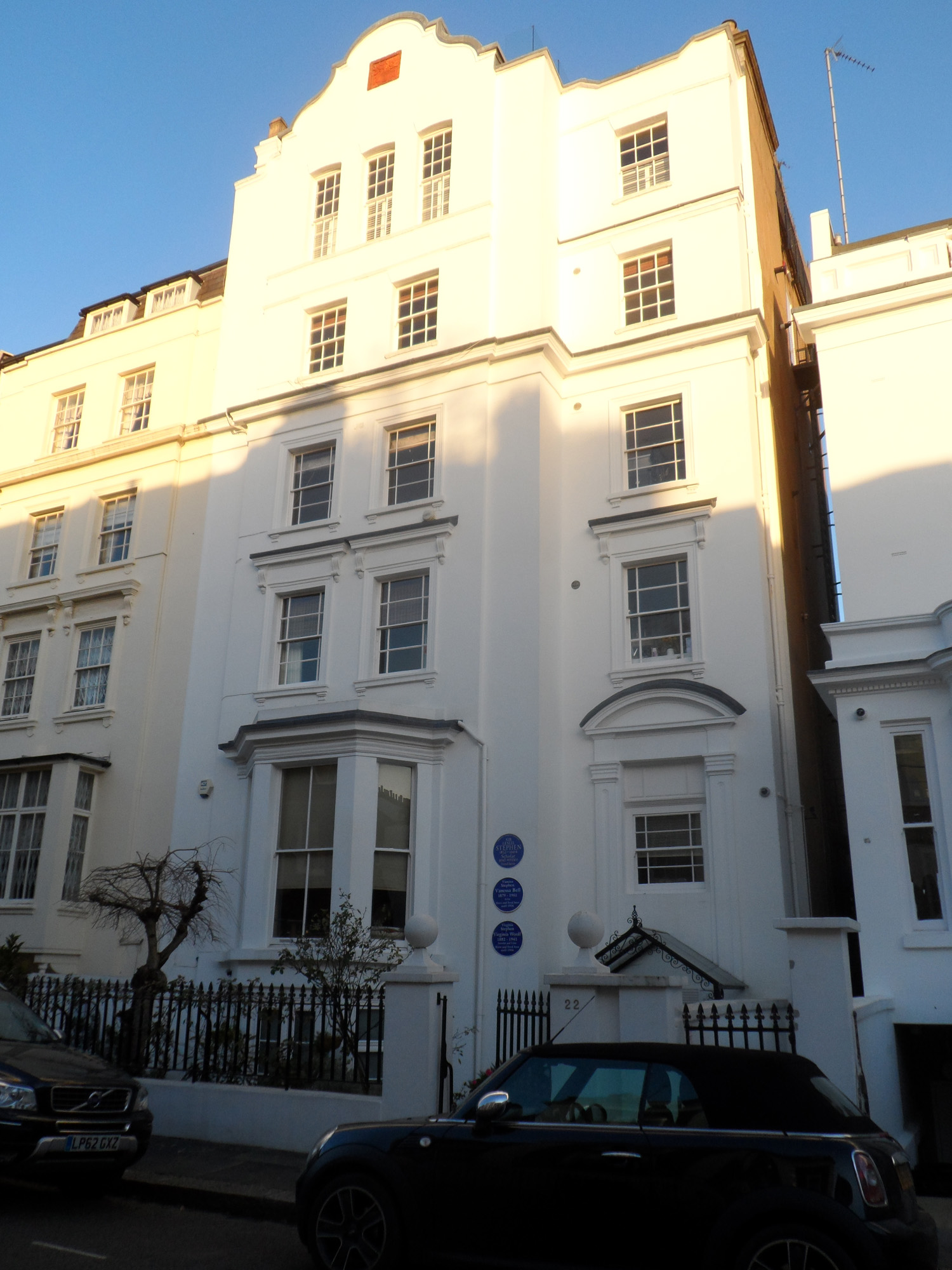
شماره ۲۲ خیابان هاید پارک گیت، ۲۰۱۵ میلادی

- ونسا بل؛ نقاش بریتانیایی و خواهر ویرجینیا وولف
- ویرجینیا وولف؛ نویسنده بریتانیایی
- لزلی استفن؛ محقق و نویسنده بریتانیایی، پدر ویرجینیا وولف و ونسا بل
- جولیا استفن؛ بشردوست و نویسنده، مادر ویرجینیا وولف و ونسا بل

شماره ۲۴
- نایجل لاوسون؛ سیاستمدار و روزنامه‌نگار حزب محافظه کار بریتانیا، وزیر امور اقتصاد و دارایی در سال‌های ۱۹۸۳ تا ۱۹۸۹
- نایجلا لاوسون؛ روزنامه‌نگار، مجری تلویزیون و نویسنده (راهنمای آشپزی) اهل بریتانیا. دختر نایجل لاوسون، وزیر سابق امور اقتصاد و دارایی

شماره ۲۸
- وینستون چرچیل؛ سیاستمدار و نخست‌وزیر سابق بریتانیا که در آنجا درگذشت[۴]

شماره ۲۹
- رودریک جونز؛ مدیر خبرگزاری رویترز
- انید باگنولد؛ رمان‌نویس و نمایشنامه‌نویس

شماره ۳۴
- کمیسیون عالی فیجی[۵]

شماره ۳۸
- سفارت هلند[۶][۷]